# 캘빈 배시
캘빈 치네두 배시(영어: Calvin Chinedu Bassey, (né 우겔룸바 (Ughelumba)), 1999년 12월 31일 ~ )는 나이지리아의 축구 선수이다. 그의 포지션은 왼쪽 풀백 또는 중앙 수비수로, 현재 잉글랜드 프리미어리그의 풀럼에서 활약하고 있다.
배시는 레스터 시티 유소년 팀 출신이며, 2020년 7월 자유계약 형식으로 레인저스에 입단하기 전까지 구단에서 성인 무대에 나서지 못했다. 그는 레인저스에서 두 시즌 동안 총 65경기에 출전했고 스코티시 프리미어십과 스코티시컵 우승을 거두었다. 2022년 7월, 그는 네덜란드의 아약스로 이적하였고, 레인저스는 역대 최고의 이적료를 받았다. 이듬해 7월, 그는 잉글랜드의 풀럼으로 이적했다.

## 클럽 경력

### 레스터 시티
배시는 성공적인 입단 테스트를 거쳐 15세의 나이에 레스터 시티에 입단했고, U-18과 U-23 팀에서 정기적으로 출전하며 성장했다.

### 레인저스
2020년 6월 6일, 배시는 레인저스와의 사전 계약을 체결하였고, 7월에 여름 이적 시장이 열리면서 공식적으로 팀에 합류했다. 2020년 8월 9일, 그는 3-0으로 이긴 세인트 미렌과의 스코티시 프리미어십 경기에서 교체 투입되어 레인저스 소속으로 프로 데뷔전을 치렀다.
그는 4-0으로 이긴 폴커크와의 스코티시 리그컵 경기에서 레인저스에서의 첫 골이자 유일한 골을 기록했다.
배시는 레인저스가 아인트라흐트 프랑크푸르트에 승부차기 끝에 패한 2022 UEFA 유로파리그 결승전에 진출하는 과정에서 핵심적인 역할을 담당했다.

### 아약스
2022년 7월, 레인저스는 배시를 아약스에 £20M의 기록적인 이적료에 매각한 사실을 확인했다. 2022년 7월 31일, 그는 요한 크라위프 스할 2022 (네덜란드 슈퍼컵)에서 데뷔전을 치렀고, 그는 교체 출전한지 15분만에 레드카드를 받았다.

### 풀럼
2023년 7월 28일, 배시는 프리미어리그의 풀럼과 4년 계약을 맺고 이적했다. 언론 보도에 따르면 풀럼은 아약스에 €21M의 이적료를 지불하였다.

## 국가대표팀 경력
이탈리아에서 태어난 배시는 이탈리아, 나이지리아, 잉글랜드 국가대표팀을 대표할 자격이 있다.
2021년, 배시는 나이지리아의 2022년 FIFA 월드컵 예선 소집 요청을 수락하며 국제 무대에서 나이지리아를 대표하게 되었다. 2022년 3월 25일, 그는 0-0으로 비긴 가나와의 2022년 FIFA 월드컵 예선 경기에서 나이지리아 축구 국가대표팀 데뷔전을 치렀다.

## 사생활
배시는 이탈리아에서 태어났지만 어린 시절 잉글랜드로 이주해 뉴엄에서 자랐다.
배시는 UK 드릴 그룹 7th의 멤버로 음악을 만들고 있는 영국 래퍼 Y.CB의 동생이다. 본명은 매슈 배시이다.

## 수상 내역
레인저스
- 스코티시 프리미어십: 2020–21[18]
- 스코티시컵: 2021–22[19]
- UEFA 유로파리그 준우승: 2021–22[20]

아약스
- KNVB 베커르 준우승: 2022–23[21]

개인
- UEFA 유로파리그 올해의 팀: 2021–22[22]